# Провулок Декабристів (Мелітополь)
Провулок Декабристів — провулок в Мелітополі на Юрівці. Йде від вулиці Пилипа Орлика до вулиці Декабристів. Забудований приватними будинками.

## Назва
Провулок названий на честь декабристів — дворян-революціонерів, які в грудні 1825 року за допомогою збройного повстання в Санкт-Петербурзі та на Київщині прагнули встановити в Російській імперії конституційний лад.
Поруч з провулком знаходиться однойменна вулиця Декабристів.

## Історія
До 1965 року провулок залишався безіменним. 21 жовтня 1965 року отримав свою теперішню назву.